# Acharax johnsoni
Acharax johnsoni is een tweekleppigensoort uit de familie van de Solemyidae. De wetenschappelijke naam van de soort is voor het eerst geldig gepubliceerd in 1891 door Dall.